# Gunship!
Gunship!  est un simulateur de vol de combat en 3D. Le joueur est aux commandes d'hélicoptères d'attaque tel que le AH-64 Apache, le AgustaWestland Apache, le Eurocopter EC665 Tigre et le Mil Mi-28. Le jeu est sorti le 15 mai 2000.

## Accueil
- Gamekult : 7/10[1]